# J. Harold Flannery
John Harold Flannery (* 19. April 1898 in Pittston, Luzerne County, Pennsylvania; † 3. Juni 1961 in Bethesda, Maryland) war ein US-amerikanischer Politiker. Zwischen 1937 und 1942 vertrat er den Bundesstaat Pennsylvania im US-Repräsentantenhaus.

## Werdegang
Harold Flannery besuchte die öffentlichen Schulen seiner Heimat und danach bis 1917 das Wyoming Seminary in Kingston. Während des Ersten Weltkrieges diente er in den Jahren 1917 und 1918 in der US Army. Nach einem Jurastudium an der Dickinson School of Law und seiner 1921 erfolgten Zulassung als Rechtsanwalt begann er in Pittston in diesem Beruf zu arbeiten. Zwischen 1926 und 1930 war er auch juristischer Vertreter dieser Stadt; von 1932 bis 1936 fungierte er als stellvertretender Bezirksstaatsanwalt im Luzerne County. Politisch war er Mitglied der Demokratischen Partei. In den Jahren 1944 und 1960 nahm er als Delegierter an den jeweiligen Democratic National Conventions, auf denen Franklin D. Roosevelt und später John F. Kennedy als Präsidentschaftskandidaten nominiert wurden.
Bei den Kongresswahlen des Jahres 1936 wurde Flannery im zwölften Wahlbezirk von Pennsylvania in das US-Repräsentantenhaus in Washington, D.C. gewählt, wo er am 3. Januar 1937 die Nachfolge des Republikaners Charles Murray Turpin antrat. Nach zwei Wiederwahlen konnte er bis zu seinem Rücktritt am 3. Januar 1942 im Kongress verbleiben. Bis 1941 wurden dort die letzten New-Deal-Gesetze der Roosevelt-Regierung verabschiedet. Flannery erlebte auch den japanischen Angriff auf Pearl Harbor am 7. Dezember 1941 und den amerikanischen Eintritt in den Zweiten Weltkrieg als Kongressabgeordneter.
Flannerys Rücktritt erfolgte nach seiner Ernennung zum Berufungsrichter im Luzerne County. Diesen Posten bekleidete er bis zu seinem Tod am 3. Juni 1961 in Bethesda. Er wurde in seiner Geburtsstadt Pittston beigesetzt.